# Тангара-да-Серра (мікрорегіон)

Тангара-да-Серра на карті штату Мату-Гросу

Тангара-да-Серра (порт. Microrregião de Tangará da Serra) — мікрорегіон у Бразилії, входить до штату Мату-Гросу. Складова частина мезорегіону Південний захід штату Мату-Гросу. Населення становить 138 202 чоловік на 2006 рік. Займає площу 23 728,712 км². Густота населення — 5,8 чол./км².

## Склад мікрорегіону
До складу мікрорегіону включені такі муніципалітети:
1. Барра-ду-Бугріс
2. Денізі
3. Нова-Олімпія
4. Порту-Естрела
5. Тангара-да-Серра

| Бразилія | Це незавершена стаття з географії Бразилії. Ви можете допомогти проєкту, виправивши або дописавши її. |